# Cudowny dzień
Cudowny dzień (ang. A Perfect Day) – hiszpański komediodramat z 2015 roku w reżyserii Fernando Leóna de Aranoa, z Benicio del Toro i Olgą Kurylenko w rolach głównych. Adaptacja powieści Pauli Farias pt. Dejarse llover.
Film miał swoją premierę 16 maja 2015 roku w sekcji "Quinzaine des réalisateurs" na 68. MFF w Cannes. Na ekrany hiszpańskich kin wszedł 26 sierpnia 2015 roku. W 2016 otrzymał Nagrodę Goya za najlepszy scenariusz adaptowany. Obraz był też nominowany w siedmiu innych kategoriach. W tym samym roku nominowano go również do włoskiej nagrody David di Donatello dla najlepszego filmu powstałego w Unii Europejskiej.

## Fabuła
Bałkany w roku 1995. Kilkuosobowa grupa wolontariuszy przychodzi z pomocą bośniackiej ludności dotkniętej tragedią konfliktu zbrojnego. Na jej czele stoi Portorykańczyk Mambrú. Śmiałkowie wyciągają ze studni zwłoki otyłego mężczyzny, by po jej zdezynfekowaniu miejscowi mogli czerpać z niej wodę.

## Obsada
- Benicio del Toro jako Mambrú
- Tim Robbins jako B
- Olga Kurylenko jako Katya
- Mélanie Thierry jako Sophie
- Fedja Stukan jako Damir
- Eldar Residovic jako Nikola
- Sergi López jako Goyo
- Morten Suurballe jako oficjel ONZ[3]